# Pelayos de la Presa
Pelayos de la Presa és un municipi de la Comunitat de Madrid, envoltat pel de San Martín de Valdeiglesias llevat una punta oriental que limita amb Navas del Rey.

## Demografia
| 1991 | 1996 | 2001 | 2004 |
| ---- | ---- | ---- | ---- |
| 910  | 1198 | 1422 | 2017 |